# Мазеро (Торино)
Мазеро је насеље у Италији у округу Торино, региону Пијемонт.
Према процени из 2011. у насељу је живело 112 становника. Насеље се налази на надморској висини од 256 м.